# Oisire
Oisire (georgiska: ოისირე) är ett berg i Georgien. Det ligger i regionen Abchazien, i den nordvästra delen av landet, 270 km väster om huvudstaden Tbilisi. Toppen på Oisire är 1 434 meter över havet.